# Janów (rejon chmielnicki)
Janów (ukr. Іванів, Iwaniw) – wieś na Ukrainie w rejonie chmielnicki, obwodu winnickiego.

## Historia
Pod rozbiorami siedziba gminy Janów w powiecie lityńskim guberni podolskiej.
Podczas okupacji hitlerowskiej, w marcu 1942 roku Niemcy utworzyli getto dla żydowskich mieszkańców. Przebywało w nim około 1000 osób. 23 maja 1942 roku Niemcy zlikwidowali getto, a Żydów zamordowali w okolicy Pikowa. Sprawcami zbrodni byli niemieccy oraz ukraińscy policjanci. 

## Zabytki

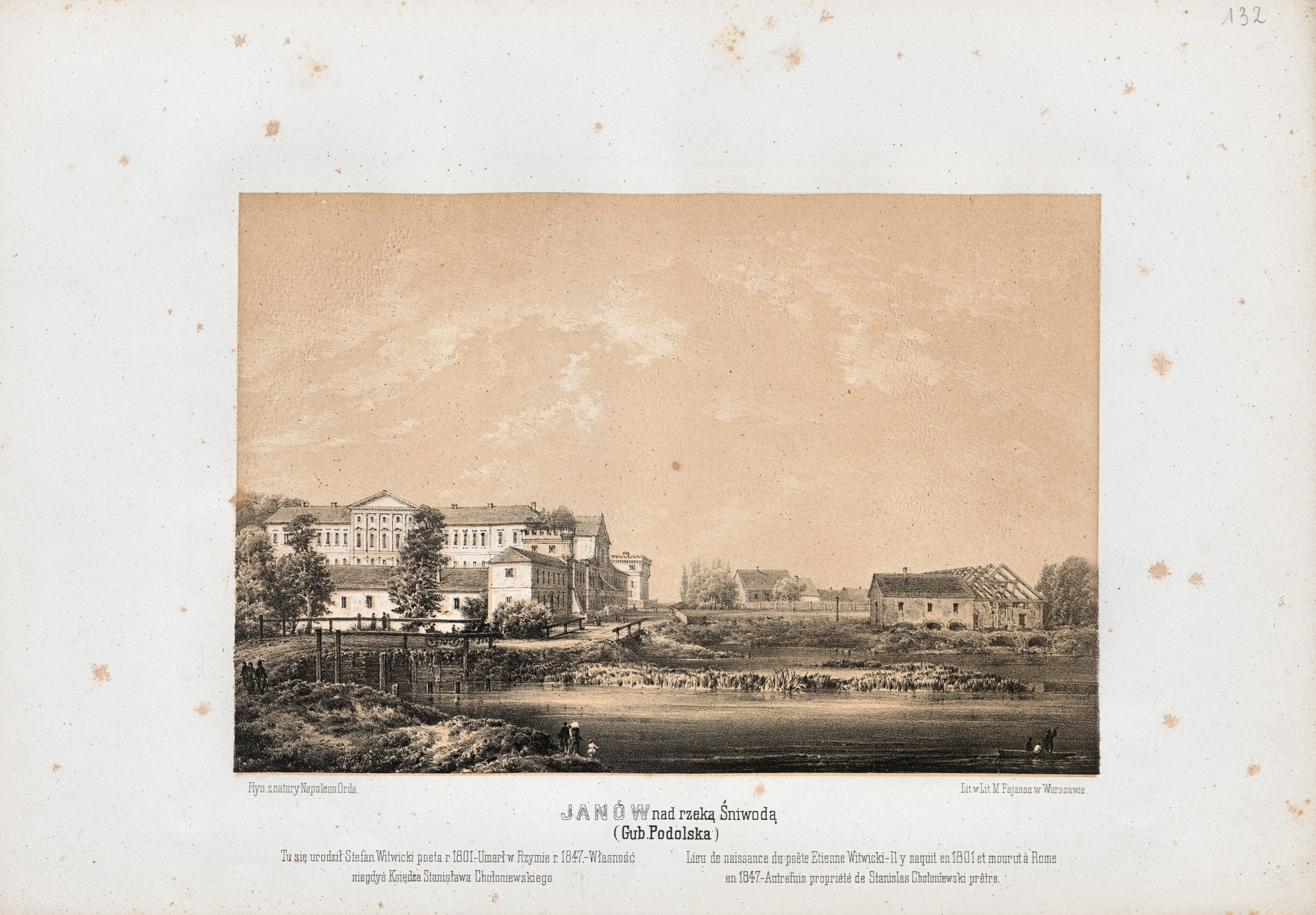
Janów na rysunku Napoleona Ordy

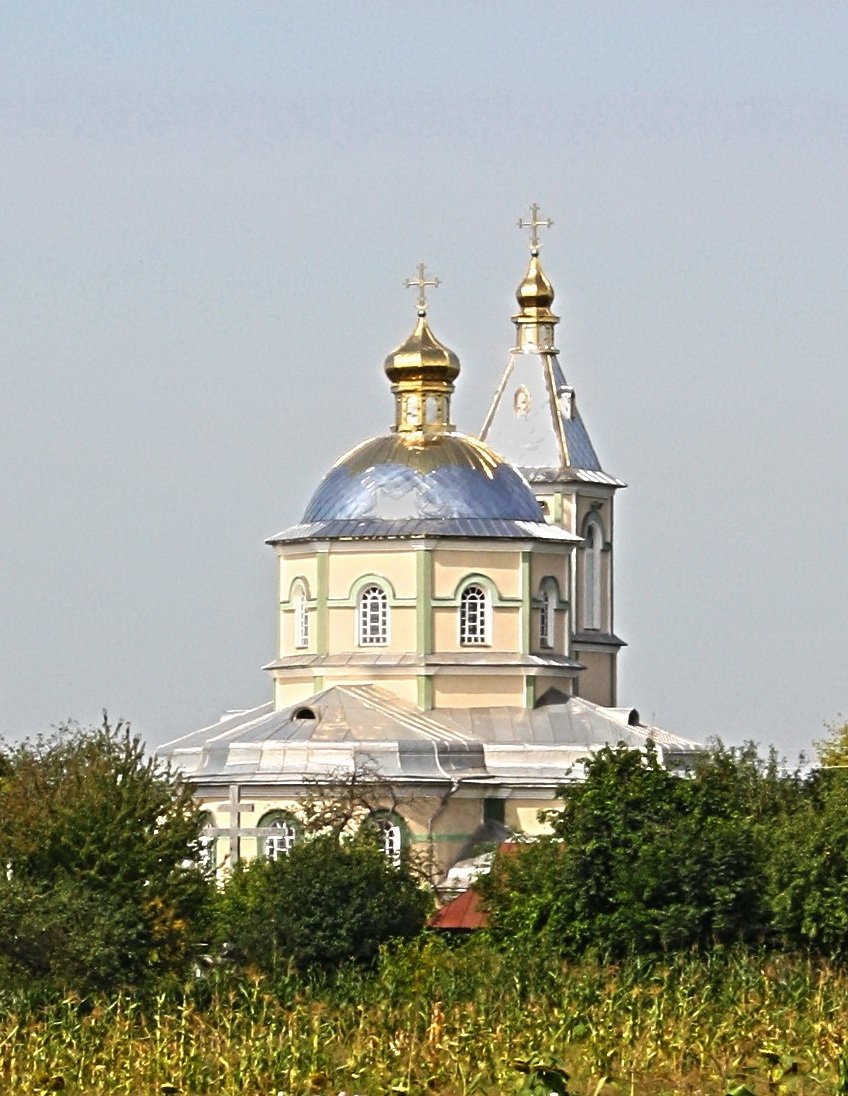
Cerkiew w Janowie

- Zamek w Janowie(inne języki) wybudowany w kształcie czworoboku w 1410 r. przez Adama Myszkę, ukończony przez jego ojca Mikołaja. Do czasów współczesnych przetrwały trzy kwadratowe baszty[4]
- pałac, przebudowany z budynku bramnego zamku i dwóch wież w XVIII w. w stylu późnego baroku i klasycyzmu przez Adama Chołoniewskiego (zm. 1772)[4]. Długoletnia rezydencja Chołoniewskich herbu Korczak, znajdującym się na frontonie[5]. Główna część dwupiętrowa zwieńczona  trójkątnym frontonem.
- kościół katolicki zakonu bernardynów pw. Niepokalanego Poczęcia NMP w stylu barokowym, konsekrowany w 1788 roku.
- klasztor bernardynów w stylu barokowym z lat 1780-1785. Zlikwidowany w 1832 roku przez Rosjan w ramach represji po Powstaniu listopadowym.
- cerkiew św. Mikołaja Biskupa (w jurysdykcji UKP PM)

## Urodzeni
- Stanisław Chołoniewski - zmarł w Janowie.
- Stefan Witwicki – polski poeta romantyczny, publicysta, autor słów do popularnej piosenki biesiadnej Pije Kuba do Jakuba[6][7].